# Aliasjab Sirazhov
Aliasjab Sirazhov –en ruso, Алиасхаб Сиражов– (22 de septiembre de 1994) es un deportista ruso que compitió en taekwondo. Ganó una medalla de oro en el Campeonato Europeo de Taekwondo de 2012, en la categoría de –74 kg.

## Palmarés internacional
| Campeonato Europeo | Campeonato Europeo       | Campeonato Europeo | Campeonato Europeo |
| Año                | Lugar                    | Medalla            | Categoría          |
| ------------------ | ------------------------ | ------------------ | ------------------ |
| 2012               | Mánchester (Reino Unido) | Medalla de oro     | –74 kg             |